# Guillaume le Gros
Pour les articles homonymes, voir Guillaume le Gros (homonymie).
Guillaume le Gros (vers 1110 – 20 août 1179), lord d'Holderness, comte d'Aumale et 1er comte d'York, fut un important baron anglo-normand du règne tumultueux d'Étienne d'Angleterre (1135-1154).

## Biographie

### Début de carrière
Il est le fils d'Étienne d'Aumale († v. 1127), comte d'Aumale, et de Hawise de Mortimer, fille de Ralph de Mortimer, lord de Wigmore. Vers 1130, il épouse Cécile Fitzduncan, dame de Skipton et Copeland, fille de William Fitzduncan et petite-fille de Guillaume le Meschin. Il est possible qu'il ait eu précédemment une femme dont il est dit qu'elle l'aurait quitté pour un autre comte.
Il entre en possession de son héritage avant 1129, et utilise peut-être déjà le titre de comte d'Aumale. Il hérite des possessions normandes de son père dans l'est du duché, et des vastes possessions anglaises des comtes d'Aumale, qui comprennent entre autres la péninsule d'Holderness dans le Yorkshire de l'Est.

### Sous le règne d'Étienne
Il est un adhérent enthousiaste et précoce à la cause d'Étienne d'Angleterre avec lequel il a un ancêtre commun, le comte Eudes II de Blois († 1037). Il le sert lors de ses campagnes dans le nord contre les troupes écossaises du roi David Ier, et le roi lui confie la ville d'York. Le 22 août 1138, il est l'un des capitaines victorieux à la bataille de l'Étendard, durant laquelle l'armée de l'envahisseur écossais est mise en déroute. En récompense, en décembre 1138, Étienne le crée comte d'York. Peu après, il semble que le roi le considère comme l'administrateur suprême du Yorkshire.
Il est alors l'un des principaux barons du royaume. Il utilise sa position pour mettre la main sur la plupart des domaines royaux du comté. À Scarborough, il fait bâtir un port ainsi qu'une motte castrale sur les hauteurs rocheuses dominant la ville. Ceci lui permet de sécuriser quelques ports sur la côte est, et ainsi de pouvoir développer un réseau commercial maritime. Pour consolider son pouvoir dans le comté, il utilise ses ressources terriennes pour attirer des barons mineurs tels que Eustache FitzJohn, Robert de Stuteville, et Guillaume Fossard, dans les ridings Nord et Est du Yorkshire.
Vers 1140, il entre en conflit avec son voisin Alain le Noir, le comte de Richmond, entre autres pour le contrôle des possessions de Gilbert de Gand durant sa minorité. Le comte de Richmond le déloge du château de Galclint (Yorkshire). Toujours en 1140, Guillaume le Gros essaye d'obtenir le siège épiscopal vacant d'York pour son petit-neveu Waltheof, le prieur de Kirkham, mais Étienne refuse probablement car il est le beau-fils de son adversaire David Ier d'Écosse. Guillaume soutient alors Guillaume FitzHerbert, le candidat du roi. Il sera d'ailleurs plus tard accusé d'avoir ordonné au chapitre d'York d'élire FitzHerbert au nom du roi.
Le 2 février 1141, il participe à la bataille de Lincoln du côté des forces royales d'Étienne. Au cours de cet événement important de la guerre civile pour le trône d'Angleterre, il s'enfuit en catastrophe du champ de bataille, et laisse le roi se faire capturer. Durant l'emprisonnement d'Étienne, il reste dans son camp, et après sa libération en novembre 1141, il passe Noël avec lui à Cantorbéry.
Son conflit avec le comte de Richmond reprend en 1142, et Étienne doit venir dans le Yorkshire pour empêcher une guerre ouverte entre les deux barons, tous deux ses soutiens. En 1143, il est alors harcelé par Gilbert de Gand et Ranulph de Gernon, le 4e comte de Chester. Gilbert de Gand s'empare de ses terres dans le Lincolnshire, du château de Castle Bytham, et tue son frère. En représailles, Guillaume le Gros détruit le château principal de Gilbert de Gand à Hunmanby avec l'aide d'Eustache FitzJohn. Il s'empare du prieuré de Bridlington, fondé par Gilbert de Gand, et le fortifie après en avoir chassé les moines. Plus tard il fait pénitence pour cet acte en faisant don de terres au prieuré. Vers 1145, sa sœur Agnès épouse le fils de Guillaume de Roumare, le comte de Lincoln et demi-frère du comte de Chester.
Il est excommunié par Henri Murdac, le nouvel archevêque d'York après la déposition de Guillaume FitzHerbert, pour lui avoir empêché l'entrée dans York. Il semble réconcilié avec lui début 1151. Vers 1149, Gilbert de Gand est nommé comte de Lincoln en concurrence de Guillaume de Roumare. Guillaume le Gros soutient probablement ses deux nouveaux parents, les comtes de Chester et Lincoln, dans le conflit qui les oppose à Gilbert de Gand. En décembre 1153, il est témoin du traité de Wallingford entre Étienne d'Angleterre et Henri Plantagenêt, le duc de Normandie, qui met fin à la guerre civile dans le royaume.

### Sous le règne d'HenriII
À la mort d'Étienne en 1154, Henri Plantagenêt monte sur le trône anglais sous le nom d'Henri II. Il passe beaucoup de temps à réduire le pouvoir des barons du royaume, et remettre en ordre son territoire et son administration après la période d'anarchie du règne d'Étienne. En 1155, il vient dans le Yorkshire et somme Guillaume le Gros de rendre les domaines royaux dont il a pris le contrôle, ainsi que le château de Scarborough. Guillaume s'exécute avec réticence, et le château est détruit. Il cesse même d'utiliser le titre comte d'York. Il est toutefois apparemment en bons termes avec le nouveau roi.
Durant la révolte de 1173-1174 d'Henri le Jeune roi, le successeur désigné d'Henri II, il est assiégé dans son château d'Aumale (est du duché de Normandie) par des forces rebelles. Il est capturé et rançonné. Il meurt le 20 août 1179, et est inhumé dans l'abbaye de Thornton. Sa fille Hawise lui succède.

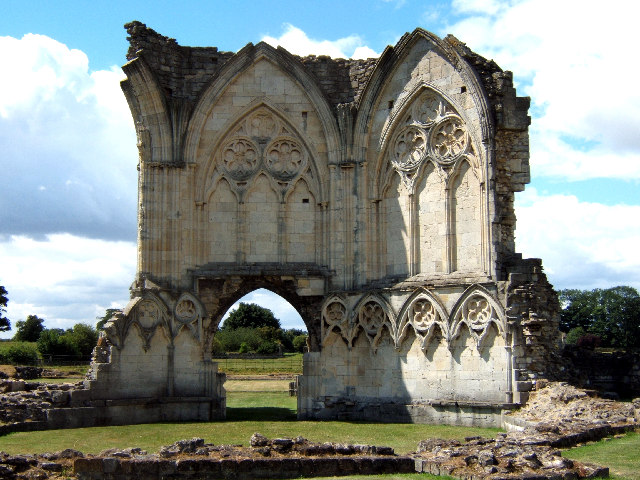
Ruine de l'abbaye de Thornton fondée par Guillaume le Gros en 1139.

Il est important bienfaiteur ecclésiastique. Il fonde le prieuré de Thornton (Lincolnshire) en 1139. Celui-ci devient plus tard une abbaye. Il est aussi le fondateur des abbayes de Bytham (Lincolnshire) en 1147, et Meaux (Yorkshire) en 1151. Il est le cofondateur du prieuré de North Ormsby (1148-1154), et transforme le prieuré de Saint-Martin d'Auchy en abbaye. Il est aussi le bienfaiteur de beaucoup d'autres maisons en Angleterre.

### Réputation
Guillaume le Gros est décrit par Paul Dalton comme un homme énergique possédant une grande habileté militaire et un esprit d'entreprise extraordinaire. Il utilise sa position dans le Yorkshire pour étendre sa domination sur un vaste territoire. Guillaume de Newburg dira de lui qu'il « était bien plus le roi au nord de l'Humber qu'Étienne ».

## Famille et descendance
Vers 1130, il épouse Cécile FitzDuncan, dame de Skipton et Copeland, fille de William Fitzduncan et petite-fille de Guillaume le Meschin. Ensemble ils ont pour descendance connue :
- Hawise d'Aumale (avant 1165-1214), qui succède à son père dans toutes ses possessions.

Il a peut-être une autre fille, prénommée Amice, et il a un fils illégitime prénommé Geoffrey.

### Sources
- Paul Dalton, « William le Gros, count of Aumale and earl of York (c.1110–1179) », Oxford Dictionary of National Biography, Oxford University Press, 2004. Version de novembre 2008.
- D. Crouch, The Reign of King Stephen, 1135-1154, Londres, 2000.